# Ward-Nunatakker
Die Ward-Nunatakker sind eine Reihe von Nunatakkern im ostantarktischen Enderbyland. Sie liegen 6,5 km nördlich des Alderdice Peak im östlichen Teil der Nye Mountains.
Kartiert wurden sie mittels Luftaufnahmen, die 1956 im Zuge der Australian National Antarctic Research Expeditions entstanden. Das Antarctic Names Committee of Australia (ANCA) benannte sie nach David J. Ward, Funker auf der Wilkes-Station im Jahr 1960.